# Antonino Catarella
Antonino Catarella (Cammarata, 15 agosto 1889 – Cammarata, 9 dicembre 1972) è stato un vescovo cattolico italiano.

## Biografia
Nasce a Cammarata il 15 agosto 1889.
L'11 luglio 1913 viene ordinato sacerdote. È vicario generale della diocesi di Agrigento.
Il 10 gennaio 1942 papa Pio XII lo nomina vescovo di Piazza Armerina. Viene consacrato vescovo l'8 marzo 1942 da Giovanni Battista Peruzzo, vescovo di Agrigento, co-consacranti Giovanni Jacono, vescovo di Caltanissetta e Angelo Ficarra, vescovo di Patti.
Durante il suo episcopato crea nuove parrocchie in tutta la diocesi, riattiva le antiche associazioni religiose laiche chiuse dal Fascismo, fa sorgere il consultorio diocesano. Nel 1962 benedice la prima pietra della "Casa del Sacerdote", oggi sede diocesana della Compagnia di Santa Orsola Istituto Secolare di Santa Angela Merici.
Nel 1970 chiede di essere esonerato dal governo della diocesi.
Muore il 9 dicembre 1972. Viene sepolto nella cattedrale di Piazza Armerina.

## Genealogia episcopale
La genealogia episcopale è:
- Cardinale Scipione Rebiba
- Cardinale Giulio Antonio Santori
- Cardinale Girolamo Bernerio, O.P.
- Arcivescovo Galeazzo Sanvitale
- Cardinale Ludovico Ludovisi
- Cardinale Luigi Caetani
- Cardinale Ulderico Carpegna
- Cardinale Paluzzo Paluzzi Altieri degli Albertoni
- Papa Benedetto XIII
- Papa Benedetto XIV
- Papa Clemente XIII
- Cardinale Marcantonio Colonna
- Cardinale Giacinto Sigismondo Gerdil, B.
- Cardinale Giulio Maria della Somaglia
- Cardinale Carlo Odescalchi, S.I.
- Cardinale Costantino Patrizi Naro
- Cardinale Lucido Maria Parocchi
- Papa Pio X
- Cardinale Gaetano De Lai
- Arcivescovo Giovanni Battista Peruzzo
- Vescovo Antonino Catarella